# Cargo 10
A Cargo 10 egy nem nyereségorientált vasúti szövetség, melyek jelenlegi tagjai Szlovénia, Horvátország és Szerbia.

## Története
A szlovén, a horvát és a szerb közlekedési miniszterek 2010 július 30-án nyilatkozatot írtak alá, melynek alapján közös társaságot hoztak létre októberben, a Pan Európa X. korridor áruszállításának irányítására. Céljuk, a jelenleginél sokkal versenyképesebb áruszállítást hozzanak létre Közép-Európa és Törökország között, az Isztambul–Ljubljana tranzitidő jelentős csökkentésével, a határátmeneti eljárások időigényének mérséklésével. Amennyiben a jelenlegi eljutási időt, ami kb. 60 óra, 35-40-re mérsékelik, a tagországok évenként 50 millió eurót takarítanak meg, a szerb infrastruktúra igazgatója szerint. A fő feladata a társaságnak a forgalom szervezése, és nem a nyereség elérése. A központi hivatal Ljubljanában lesz, mivel egyedül Szlovénia EU tag. A következő találkozást 2010 szeptemberben, Isztambulban tartották, és felajánlották Bulgáriának, Törökországnak és Macedóniának a társasághoz csatlakozás lehetőségét. The name is a reference to the pan-European "Corridor 10".
A társaság az együttműködés során a nemzetközi szállításban nagyobb sebességet és nagyobb forgalmat szeretne elérni.